# العلاقات الفنزويلية الكوبية
العلاقات الفنزويلية الكوبية هي العلاقات الثنائية التي تجمع بين فنزويلا وكوبا.

## مقارنة بين البلدين
هذه مقارنة عامة ومرجعية للدولتين:
| وجه المقارنة                                              | فنزويلا                                  | كوبا                              |
| --------------------------------------------------------- | ---------------------------------------- | --------------------------------- |
| المساحة (كم2)                                             | 916.45 ألف                               | 109.88 ألف                        |
| عدد السكان (نسمة)                                         | 28.87 مليون                              | 11.48 مليون                       |
| الكثافة السكانية (ن./كم²)                                 | 31.5                                     | 104.48                            |
| العاصمة                                                   | كاراكاس                                  | هافانا                            |
| اللغة الرسمية                                             | اللغة الإسبانية، لغة الإشارة الفنزويلية ‏ | اللغة الإسبانية                   |
| العملة                                                    | بوليفار فنزويلي                          | بيزو كوبي، بيزو كوبي قابل للتحويل |
| الناتج المحلي الإجمالي (بليون دولار)                      | 482.36 مليار                             | 87.13 مليار                       |
| الناتج المحلي الإجمالي (تعادل القوة الشرائية) بليون دولار |                                          |                                   |
| الناتج المحلي الإجمالي الاسمي للفرد دولار أمريكي          |                                          |                                   |
| الناتج المحلي الإجمالي للفرد دولار أمريكي                 |                                          |                                   |
| مؤشر التنمية البشرية                                      | 0.762                                    | 0.769                             |
| رمز المكالمات الدولي                                      | +58                                      | +53                               |
| رمز الإنترنت                                              | .ve                                      | .cu                               |
| المنطقة الزمنية                                           | 00                                       | 00                                |

## مدن متوأمة
في ما يلي قائمة باتفاقيات التوأمة بين مدن فنزويلية وكوبية:
- ترتبط ماراكايبو مع سانتياغو دي كوبا باتفاقية توأمة.
- ترتبط ماراكاي مع سانتياغو دي كوبا باتفاقية توأمة.
- ترتبط Sabaneta, Barinas [الإنجليزية]‏ مع سانتياغو دي كوبا باتفاقية توأمة.

## منظمات دولية مشتركة
يشترك البلدان في عضوية مجموعة من المنظمات الدولية، منها:
| علم المنظمة | اسم المنظمة                                                          | تاريخ انضمام فنزويلا | تاريخ انضمام كوبا |
| ----------- | -------------------------------------------------------------------- | -------------------- | ----------------- |
|             | يونسكو                                                               | 25 نوفمبر 1946       | 29 أغسطس 1947     |
|             | منظمة حظر الأسلحة الكيميائية                                         | ?                    | ?                 |
|             | منظمة التجارة العالمية                                               | ?                    | ?                 |
|             | وكالة حظر الأسلحة النووية في أمريكا اللاتينية ومنطقة البحر الكاريبي ‏ | ?                    | ?                 |
|             | الاتحاد البريدي العالمي                                              | ?                    | ?                 |
|             | منظمة الشرطة الجنائية الدولية                                        | ?                    | ?                 |
|             | الأمم المتحدة                                                        | 15 نوفمبر 1945       | 24 أكتوبر 1945    |
|             | الاتحاد الدولي للاتصالات                                             | 13 أغسطس 1920        | 16 يناير 1918     |
|             | المنظمة الهيدروغرافية الدولية                                        | ?                    | ?                 |

## أعلام
هذه قائمة لبعض الشخصيات التي تربطها علاقات بالبلدين:
- أليسيا ماتشادو (6 ديسمبر 1976 – )

## وصلات خارجية
- موقع وزارة الخارجية الفنزويلية
- موقع وزارة الخارجية الكوبية